# デニス・シアマ
デニス・ウィリアム・シアホウ・シアマ（Dennis William Siahou Sciama FRS [ʃiˈæmə]、1926年11月18日 - 1999年12月18日）は、イギリス・イングランドの物理学者である。自身や指導した学生たちの研究により、第二次世界大戦後のイギリスの物理学の発展に大きな役割を果たした。シアマが博士論文の指導をした学生の中には、ジョン・D・バロウ、デイヴィッド・ドイッチュ、ジョージ・エリス、スティーヴン・ホーキング、エイドリアン・メロット、マーティン・リースなどの多くの著名な物理学者・宇宙論学者がおり、シアマは現代宇宙論の父の一人とみなされている。

## 生涯
シアマはイングランドのランカシャー州マンチェスターで1926年11月18日に生まれた。シリア系ユダヤ人の末裔であり、父アブラハムはマンチェスター生まれ、母ネリーはエジプト生まれだが、いずれの家系もシリアのアレッポにルーツを持つ。
ケンブリッジ大学に入学し、ポール・ディラックの指導の下で1953年にPhDを取得した。博士論文のテーマは、マッハの原理と慣性についてだった。この研究は、後に重力のスカラー・テンソル理論の定式化に影響を与えた。
シアマはコーネル大学、キングス・カレッジ・ロンドン、ハーバード大学、テキサス大学オースティン校の教員も務めたが、キャリアの大半をケンブリッジ大学（1950年代から60年代）とオックスフォード大学オール・ソウルズ・カレッジの研究員（1970年代から80年代前半）として過ごした。1983年にイタリアのトリエステに移り、国際先端研究大学院大学(SISSA)の天文物理学教授、国際理論物理学センターのコンサルタントとなった。また、ピサ高等師範学校でも教鞭をとった。
1972年から1973年まで、ダブリン大学トリニティ・カレッジで数学のドネガル講師職に就いた。1990年代は、トリエステとオックスフォードを行き来し、ヴェネツィアとオックスフォードの両方に家を構えた。生涯現役のまま、1999年12月18日にオックスフォードで死去した。

## 業績
シアマは天文学と天体物理学のいくつかの問題を結びつけ、電波天文学、X線天文学、クエーサー、宇宙マイクロ波背景放射の異方性、星間・銀河間物質、天体素粒子物理学、暗黒物質の性質について執筆した。シアマの業績で最も重要なのは、一般相対性理論（量子論が関わるものと関わらないものの双方）とブラックホールに関する研究である。シアマは一般相対性理論の古典相対論的拡張（アインシュタイン＝カルタン理論）の活性化に貢献した。
キャリアの初期には定常宇宙論を支持し、その提唱者であるフレッド・ホイル、ヘルマン・ボンディ、トーマス・ゴールドと交流した。1960年代、宇宙マイクロ波背景放射などの定常宇宙論に対する反証が多数発見されたことで、シアマは定常宇宙論への支持を撤回し、ビッグバン宇宙論の研究に取り組んだ。定常宇宙論支持者の中で、そこから転向したのはシアマくらいである。ホイルは定常宇宙論の研究に生涯取り組み続けた。ボンディとゴールドは1960年代に宇宙論の研究自体から撤退した。
晩年のシアマは暗黒物質の問題に興味を持つようになった。シアマは、暗黒物質の正体が「重いニュートリノ」であるという理論を追求した。

### 博士論文指導学生
シアマが博士論文の指導をした学生の中には、以下に挙げるような現代を代表する宇宙物理学者や宇宙論者が数多くいる。
- ジョージ・エリス (1964)[2]
- スティーヴン・ホーキング (1966)[3][2]
- ブランドン・カーター（英語版） (1967)[2]
- マーティン・リース (1967)[2][4]
- ゲイリー・ギボンズ（英語版） (1973)[2]
- ジェームズ・ビニー（英語版） (1975)[2]
- ジョン・D・バロウ (1977)[2]
- フィリップ・キャンデラス（英語版） (1977)[19]
- デイヴィッド・ドイッチュ (1978)[2]
- エイドリアン・メロット (1981)[2]
- アントニー・ヴァレンティーニ（英語版） (1992)[2]

シアマはロジャー・ペンローズにも強い影響を与えている。シアマの死後、ペンローズは著書"The Road to Reality"をシアマに捧げている。

### 著書
- Sciama, Dennis (1959). The Unity of the Universe. London: Faber & Faber
- Sciama, Dennis (1969). “The Physical Foundations of General Relativity”. Science Study Series (New York: Doubleday) 58. Bibcode: 1969pfgr.book.....S. Short (104 pages) and clearly written non-mathematical book on the physical and conceptual foundations of General Relativity. Could be read with profit by physics students before immersing themselves in more technical studies of General Relativity.
- Sciama, Dennis (1971). Modern Cosmology. Cambridge University Press. ISBN 9780521080699
- Sciama, Dennis (1993). Modern Cosmology and the Dark Matter Problem. Cambridge University Press. ISBN 9780521438483

### 賞と栄誉
シアマは1983年に王立協会フェロー(FRS)に選出された。また、アメリカ芸術科学アカデミー、アメリカ哲学協会、アッカデーミア・デイ・リンチェイの名誉会員でもある。1983年から1986年まで、国際一般相対性理論・重力学会の会長を務めた。
最も有名な教え子であるスティーヴン・ホーキングの伝記映画やドラマにはシアマが登場する。2004年にBBCが製作したテレビ映画『ホーキング』では、シアマの役をジョン・セッションズが演じた。2011年の映画『博士と彼女のセオリー』では、デヴィッド・シューリスがシアマを演じた。ただし、シアマの教え子の一人である物理学者のエイドリアン・メロットは、この映画におけるシアマの描き方を強く批判した。

## 私生活
シアマは、自らがシリア系ユダヤ人であることや、無神論者であることを公言していた。
1959年、シアマは社会人類学者のリディア・ダイナ(Lidia Dina)と結婚した。リディアとの間には2人の娘がいる。